# Mesola
Mesola (La Mèsula in dialetto ferrarese) è un comune italiano di 6 383 abitanti della provincia di Ferrara in Emilia-Romagna.
Ha fatto parte dell'Unione Delta del Po, fino alla sua soppressione. Il Comune di Mesola fa ora parte dell’Unione dei Comuni delle Terre del Delta.

## Geografia fisica

### Territorio
Mesola è un comune del Delta del Po, a sud del ramo denominato Po di Goro che rappresenta sia il confine comunale sia regionale tra Veneto ed Emilia-Romagna.
Il territorio interamente pianeggiante è per gran parte sotto il livello del mare, ma sono ancora visibili le linee delle dune che rappresentano l'antica costa. In località Massenzatica si trova la riserva di circa 50 ettari delle antiche dune fossili. Un tempo in gran parte vallivo è stato oggetto di vari interventi di bonifica. Prima gli Este nel XVI secolo, poi la Società Bonifiche Terreni Ferraresi nella seconda metà dell'Ottocento e infine l'Ente Delta Padano hanno realizzato una grandiosa opera fatta di canali, chiaviche ed idrovore a cui viene affidato il quotidiano governo delle acque.
La parte a ridosso del fiume è caratterizzata da terreni argillosi, mentre le aree più vicine al mare adiacenti alla riserva naturale Bosco della Mesola sono caratterizzate da terreni sabbiosi. Il comune è compreso nel Parco regionale del Delta del Po dell'Emilia-Romagna ed è caratterizzato dalla presenza di vaste aree con boschi e pinete. Nel Bosco della Mesola è presente una sottospecie autoctona di cervo.

### Clima
La stazione meteorologica più vicina è quella di Codigoro.
In base alla media trentennale di riferimento 1961-1990, la temperatura media del mese più freddo, gennaio, si attesta a +2,1 °C; quella del mese più caldo, luglio, è di +23,5 °C.
- Classificazione climatica: zona E, 2269 GR/G

## Origini del nome
Il toponimo di Mesola, media insula, indica come l'origine e lo sviluppo di questo territorio siano legati all'equilibrio tra terra e acqua dell'antica Valle Padusa.

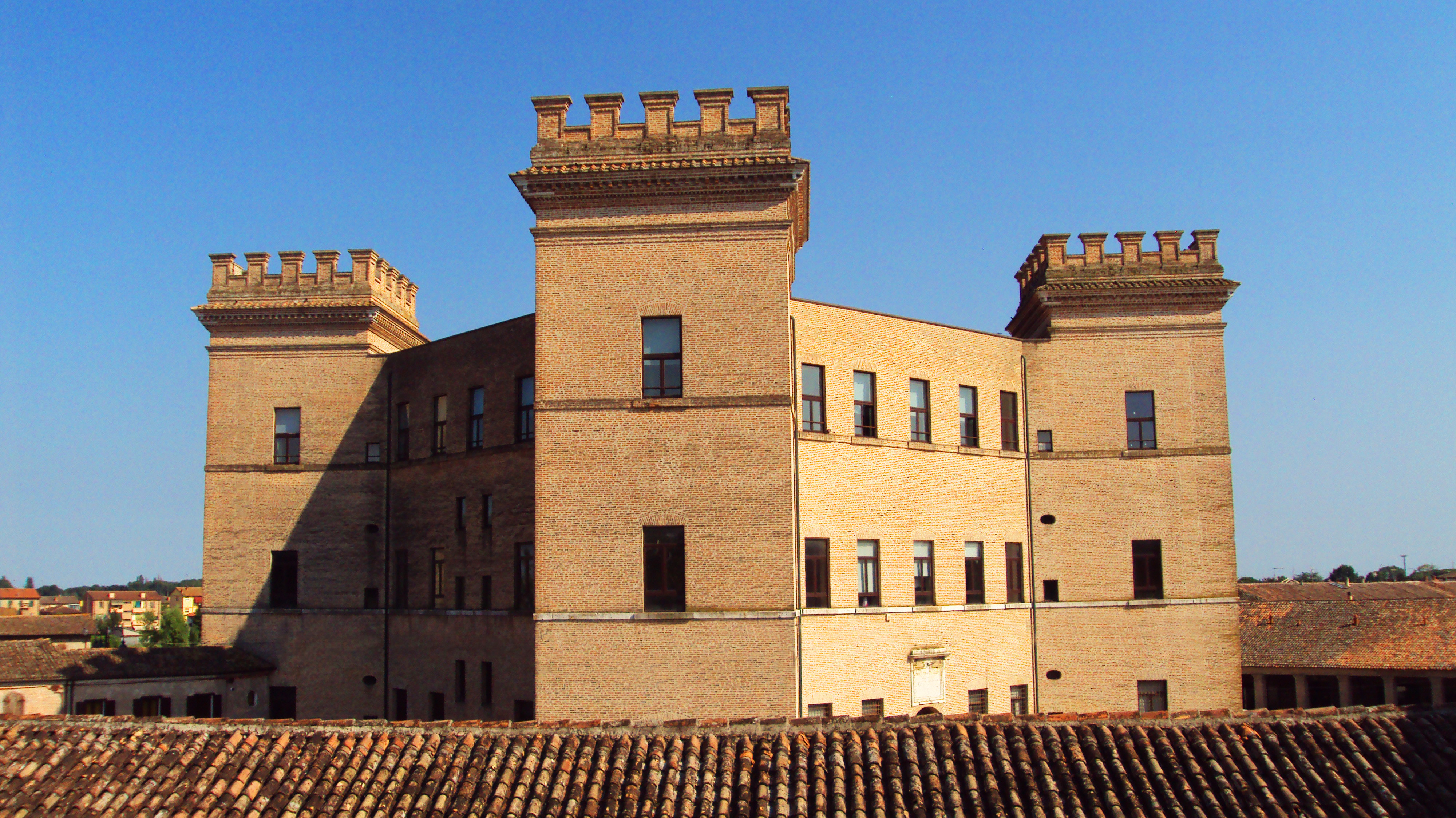
Delizia Estense di Mesola

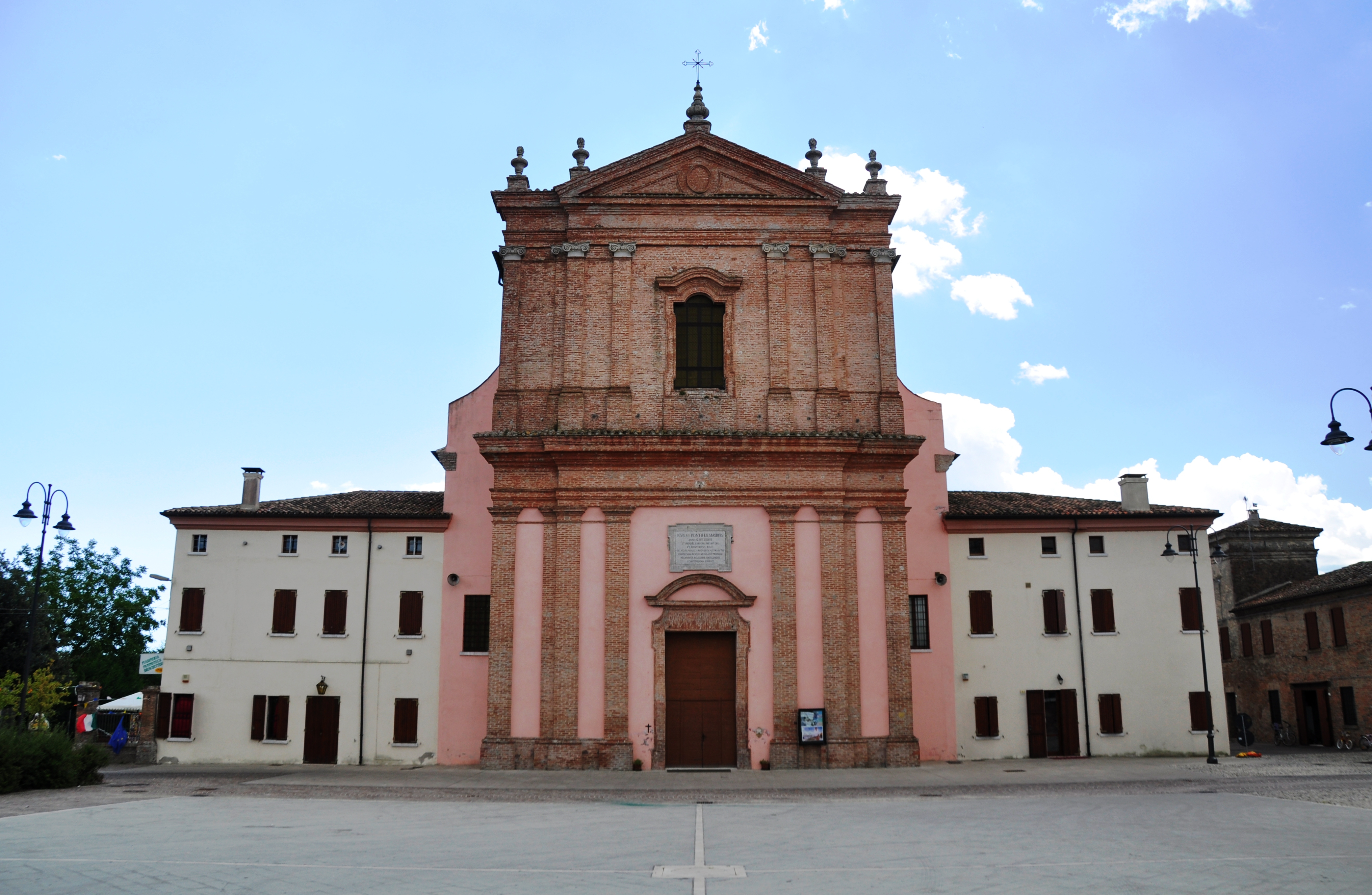
Chiesa parrocchiale della Natività di Maria Santissima

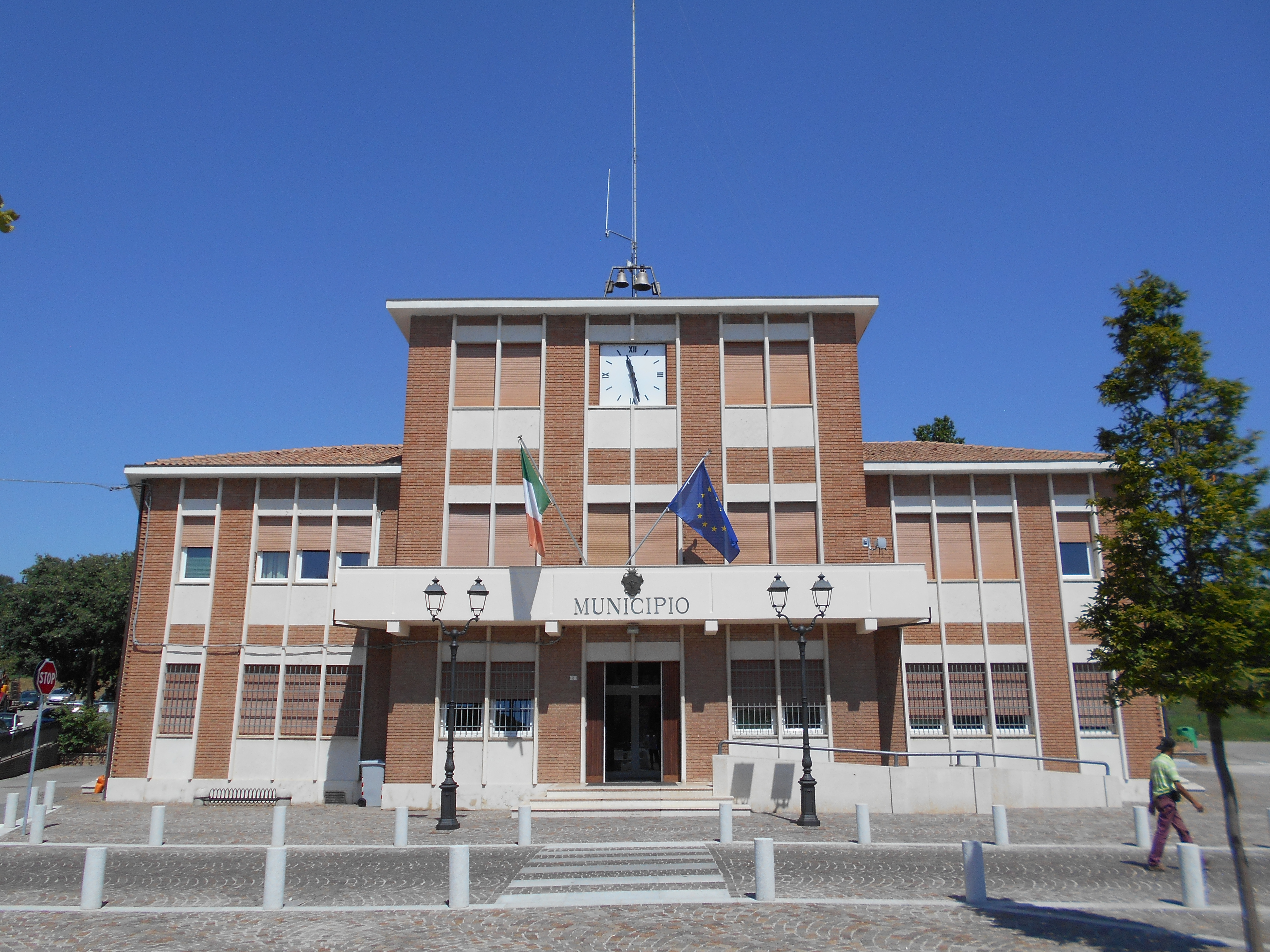
Municipio

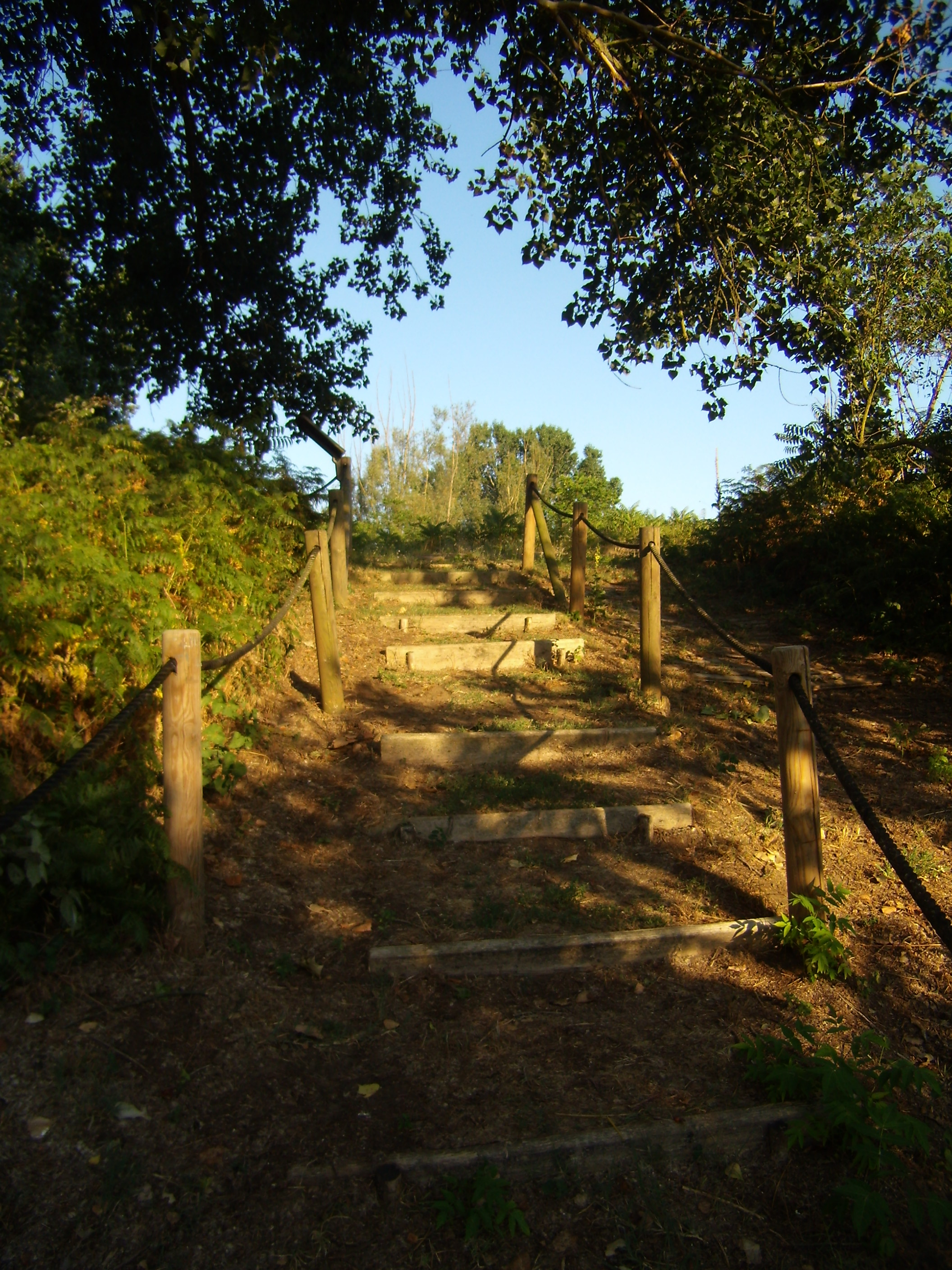
Riserva naturale orientata dune fossili di Massenzatica.

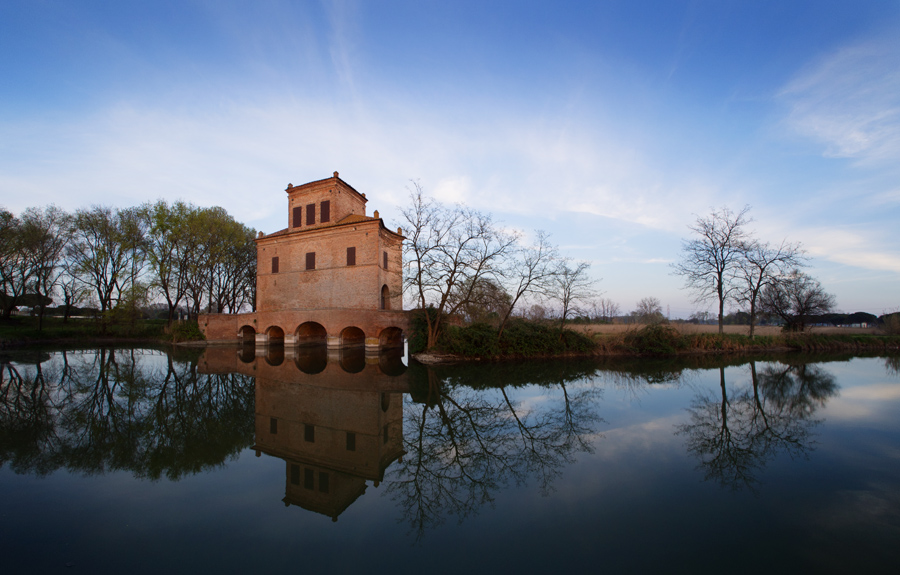
Oasi Torre Abate.

## Storia

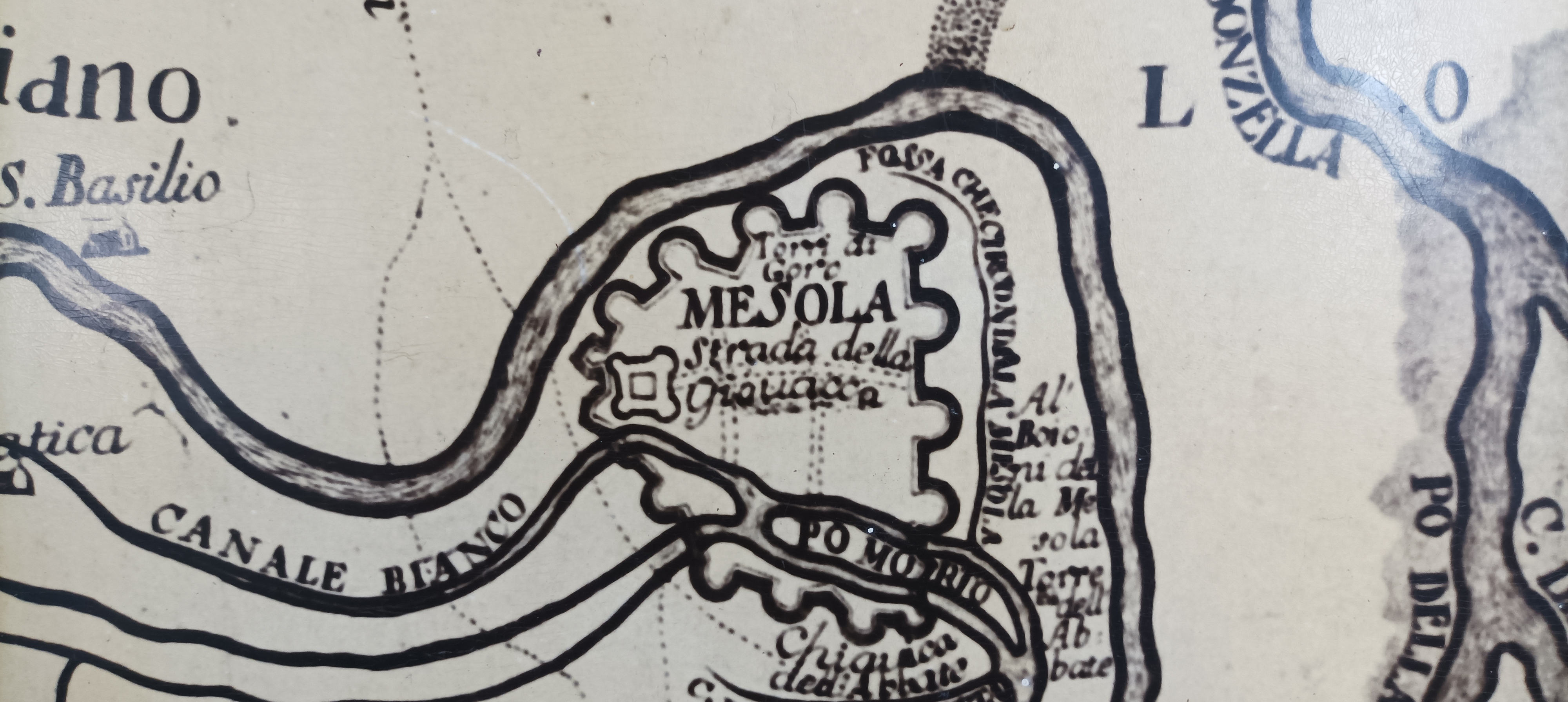
Dettaglio di mappa storica con l'ubicazione di Mesola e le sue mura difensive.

Le dune fossili di Massenzatica e di Monticelli di epoca romana indicano dove arrivava il mare all'epoca. L'evoluzione successiva del Delta del Po ha originato la rimanente parte del territorio. Massenzatica è altresì citata nel diploma di papa Benedetto VIII del 1013 col quale all'abbazia di Pomposa venne assegnata una zona comprendente "…Masinzatica usque monticello…".
La storia del territorio è legata dagli estremi confini est sul mare dei possedimenti dell'Esarcato d'Italia sino al dominio dello Stato Pontificio e degli Este.
Furono proprio gli Este a valorizzare il territorio intraprendendo grandi opere di bonifica agraria, progettando il porto di Alcina sul Po di Ariano e costruendo il Castello di Mesola.
La rivalità con la Serenissima sfociò spesso in conflitti armati ma il territorio, sino al momento della devoluzione di Ferrara, rimase sempre sotto il controllo estense.
Solo nel 1597, alla morte di Alfonso II d'Este, papa Clemente VIII riprese sotto il controllo diretto dello Stato Pontificio l'antico Ducato di Ferrara. La delizia rimase disponibile come bene allodiale agli Estensi fino al 1771 quando Maria Beatrice d'Este e Ferdinando Carlo Antonio d'Asburgo-Lorena si sposarono.
Nel 1785 papa Pio VI acquistò il feudo dall'Imperatore Giuseppe II d'Austria poi, con l'invasione di Napoleone Bonaparte nel 1796, divenne parte della Repubblica Cispadana.
Nel 1797 si trovò a far parte della Repubblica Cisalpina in seguito alla fusione della Repubblica Cispadana con la Repubblica Transpadana in ottemperanza ad un altro editto napoleonico. Dal 1802 entrò nella Repubblica Italiana e dal 1805 fino al 1814 nel Regno d'Italia.
Amministrativamente era incorporato nel Dipartimento del Basso Po con capoluogo Ferrara.
Ritornò allo Stato Pontificio nel 1816 in seguito alla restaurazione operata dal Congresso di Vienna sin dal 1815, sconfitto Napoleone.
Amministrativamente venne operata la cessione all'Istituto di Santo Spirito di Roma e tra il novembre 1816 ed il febbraio 1817 le due frazioni di Ariano (sui due lati del Po) furono colpite da una epidemia di tifo esantematico che provocò 29 morti. Questo ebbe come effetto la soppressione del Comune di Massenzatica.
Mesola è comune dal 1º luglio 1828 ed incorpora dalla stessa data anche il soppresso comune di Massenzatica, che esisteva sin dal Medioevo (citato in un atto dell'abbazia di Pomposa del 17 agosto 1337).
Nel 1860, in seguito alla seconda guerra d'indipendenza italiana, entrò a far parte del Regno d'Italia e dal 1962, con decreto del Presidente della Repubblica, Goro, in precedenza frazione di Mesola, è stato istituito comune autonomo.
La frazione di Italba, area di bonifica urbanizzata nel 1936 e allora identificata col toponimo "al cuch", cioè "il cuculo", nel 1940 venne così ridenominata in onore del gerarca ferrarese Italo Balbo, caduto in Libia.

### Simboli

Il gonfalone comunale

Lo stemma utilizzato dal comune si presenta: D'azzurro, alla fenice dal piumaggio bruno al naturale, rostrata d'oro, linguata di rosso, illuminata d'argento, sorante sulla sua immortalità di rosso, movente dalla punta, e mirante un sole radioso d'oro, posto nel cantone destro del capo.
Il gonfalone è un drappo partito di azzurro e di bianco.

## Monumenti e luoghi d'interesse

### Architetture religiose
- Chiesa parrocchiale della Natività di Maria Santissima
- Chiesa della Beata Vergine del Rosario nella frazione di Bosco Mesola
- Chiesa dei Santi Apostoli Pietro e Paolo nella frazione di Massenzatica
- Chiesa di San Lorenzo nella frazione di Ariano Ferrarese

### Architetture civili
- Castello di Mesola
- Torre Abate, nell'oasi della frazione di Santa Giustina

### Aree naturali
- Riserva naturale Bassa dei Frassini - Balanzetta
- Riserva naturale Bosco della Mesola
- Riserva naturale orientata dune fossili di Massenzatica

## Società

### Evoluzione demografica
Abitanti censiti

Nel 1962 la frazione di Goro è divenuta comune autonomo.

## Cultura

### Musei
- Museo del bosco e del cervo della Mesola presso il castello Estense

## Economia
Mesola ha sviluppato una importante attività agricola, in particolare nel settore delle coltivazioni orticole e nel vivaismo. Di particolare importanza è la produzione dell'asparago verde "IGP asparago verde di Altedo" a cui si aggiungono notevoli produzioni di radicchio e carota. È presente una cartiera e numerose attività artigianali legate in particolar modo all'attività edilizia. Recentemente, vista la vicinanza con il Porto di Goro, sul territorio mesolano, si sono insediate numerose attività di lavorazione dei mitili ed in generale dei prodotti della pesca e molti sono dediti alla pesca della vongola nella vicina sacca.

## Infrastrutture e trasporti

### Strade
- Strada statale 309 Romea
- Strada provinciale 27 Bosco Mesola-Goro
- Strada provinciale 61 Gran Linea (Romea - Copparo - Ferrara)

## Amministrazione
Di seguito è presentata una tabella relativa alle amministrazioni che si sono succedute in questo comune.
| Periodo          | Periodo        | Primo cittadino         | Partito                      | Carica  | Note  |
| ---------------- | -------------- | ----------------------- | ---------------------------- | ------- | ----- |
| 15 novembre 1988 | 24 aprile 1995 | Vito Turatti            | Partito Comunista Italiano   | Sindaco | [ 9 ] |
| 24 aprile 1995   | 14 giugno 1999 | Carlo Guidi             | lista civica                 | Sindaco | [ 9 ] |
| 14 giugno 1999   | 14 giugno 2004 | Nello Mangolini         | lista civica                 | Sindaco | [ 9 ] |
| 14 giugno 2004   | 26 maggio 2014 | Lorenzo Marchesini      | lista civica                 | Sindaco | [ 9 ] |
| 26 maggio 2014   | 10 giugno 2024 | Gianni Michele Padovani | lista civica                 | Sindaco | [ 9 ] |
| 10 giugno 2024   | in carica      | Lisa Duò                | lista civica (Centro-destra) | Sindaco | [ 9 ] |

## Sport

### Calcio
La principale squadra di calcio della città è F.C. Mesola 1925 che milita nel girone C di Promozione.